# Henri Simon (écrivain)
Pour les articles homonymes, voir Simon et Henri Simon.
Œuvres principales
- Li bleû-bîxhe (1886)
- Coûr d'ognon (1888)
- Li neûre poye (1890)
- Sètche, i bètche (1890)
- Brique èt mwèrtî (1894)
- A chaque marihå s' clå (1902)
- Janète (1913)
- Li pan dè Bon Diu (1935)

Compléments
Membre de l'Académie royale de langue et de littérature françaises de Belgique (1923-1939)
Henri Simon, né à Liège le 2 février 1856 et mort à Sprimont le 11 mars 1939, est un académicien belge et un écrivain de langue wallonne. Il est généralement considéré comme le plus grand des écrivains de langue wallonne, celui qui a réussi à élever la littérature wallonne à la hauteur des littératures de langues nationales[réf. nécessaire].

## Biographie

### Enfance
Henri Simon naît Place Delcour en Outremeuse à Liège le 2 février 1856. Orphelin de mère à l'âge de trois ans, il eut tout jeune un accident qui eut des conséquences sur sa condition physique durant toute sa vie. Pour cette raison, il dut fréquemment séjourner auprès de sa famille de Sprimont dans le village de Lincé, où il parlait prioritairement le wallon.

### Études et vie active
Durant ses études secondaires, il admirait Horace et Virgile, de sorte qu'il souhaitait effectuer des études en philosophie. Mais après une année de candidature en philosophie, son attrait pour les arts le poussa à s'inscrire aux Beaux-Arts à Liège.
En 1883, lauréat de la bourse de la Fondation Darchis, il part étudier à Rome, aux côtés d'Adrien de Witte, qui lui fait connaître le naturalisme. Mais, dès 1886, il délaisse le dessin pour écrire en wallon. Hébergé au sein de sa famille de Lincé-Sprimont, Henri Simon a pu se consacrer pleinement à sa carrière de dramaturge et de poète.

### Investissement au sein du Musée de la Vie wallonne
Répondant à l'appel lancé par Joseph-Maurice Remouchamps et aux côtés de Jean Haust, devenu un ami proche, Henri Simon s'investit pleinement dans la création d'un Musée de la Vie wallonne. Son investissement n'est pas qu'intellectuel puisque ses compétences de peintre le placent au premier plan pour conserver au mieux les pièces récoltées voire les restaurer. Il est donc le premier à assumer la fonction de conservateur au Musée dès 1913.

### Fin de vie
En fin de vie, convaincu par Jean Haust d'éditer ses œuvres, il vit la reconnaissance qu'il mérite en tant que poète. Ses écrits lui valent de se voir confier le siège réservé à la littérature dialectale au sein de l'Académie royale de langue et de littérature françaises de Belgique, fraîchement créée par Jules Destrée. Il y est élu le 14 juillet 1923. Par modestie ou par timidité, il ne siégera jamais au sein de l'académie. Il décède au sein de sa famille, le 11 mars 1939.

## Regards sur l'œuvre
Lors de son voyage à Rome, la découverte du naturalisme à travers Émile Zola et Gustave Flaubert va marquer profondément l'écrivain en devenir. Toute son œuvre exprimera le réalisme qu'il y a découvert. Il demeure hostile au romantisme et au symbolisme.
Ses premiers écrits, soumis aux concours de la Société de langue et de littérature wallonnes, s'apparentent à des « croquis d'atmosphères où sont exploitées toutes les vivacités de l'expression orale ».
Ensuite, sous l'influence du succès rencontré par la pièce Tåtî l' pèriquî d'Édouard Remouchamps, Henri Simon se met à écrire des pièces de théâtre telles que Coûr d'ognon (1888) ou Sètche, i bètche (1889). Il poursuit ses écrits en poésie et réalise un bestiaire où les animaux décrits prennent une forme inhabituelle grâce aux émotions dont Simon les affuble. Plus tard, Simon élargit son cadre descriptif : Li nîvaye (1894), Li molin å matin (1895). 
La production postérieure à 1895 sera moindre, mais de plus grande qualité. Le poème Li p'tit rôzî, écrit en 1897, présente une association parfaite entre forme et thème.
Dès 1900, Henri Simon se tourne vers de nouvelles formes : celles des proses poétiques, de larges fresques descriptives. En 1909, il publie son chef-d'œuvre : Li Pan dè Bon Diu, 24 tableaux qui racontent l'épopée du premier labour à la dégustation du pain en famille. Il achève, la même année, Li mwért di l'åbe, exaltation d'un chêne séculaire jusqu'à son abattage par les hommes. Ces poèmes ont été traduits en français par Jean Haust et Maurice Piron, qui les étudia, n'hésite pas à les mentionner comme étant les Géorgiques wallonnes.
Au théâtre, Henri Simon prolonge encore en écrivant Janète en 1911, puis en adaptant le Tartuffe de Molière, sous le titre Djan'nèsse.
Avec son œuvre, Henri Simon a montré que la langue wallonne était totalement capable de servir la culture populaire, mais bien plus, qu'elle était également capable de s'élever au plus haut et de se dépasser pour montrer toutes ses qualités stylistiques. À sa suite, prenant exemple sur lui, plusieurs écrivains wallons ont fait preuve de hautes ambitions littéraires.
Maurice Piron considère qu'Henri Simon a élevé le dialecte qu'il pratiquait à la dignité d'une langue et que son « classicisme [...] plaçait la littérature wallonne à son apogée, en déplaçait ainsi le centre d'intérêt vers des valeurs plus exigeantes, à la fois esthétiques et humaines ».

## Liste des œuvres
- Li bleû-bîxhe : comèdèye d'in-ake, Liège, Vaillant-Carmanne, vers 1886.
- Li neûre poye : essai de folklore en 2 actes, Liège, A. Bénard, 1890.
- Sètche, i bètche : comèdèye èn-in-ake, Liège, H. Vaillant-Carmanne, 1890.
- Brique èt mwèrtî : comèdèye è deûs-akes, Liège, H. Vaillant-Carmanne, 1894.
- avec Sylvain Dupuis, Coûr d'ognon : tableau naturaliste en deux actes, Liège, A. Bénard, 1888.
- A chaque marihå s' clå : comèdèye di deûs akes, Liège, Librairie wallonne, 1902.
- Janète : comèdèye di deûs akes, Liège, Société de littérature wallonne, 1913.
- Li pan dè Bon Diu : recueil complet des poèmes d'Henri Simon, Liège, Vaillant-Carmanne, 1935 (édité par Jean Haust).
- avec Edgard Renard, Toponymie de la commune de Sprimont, Bruxelles, Commission royale de Toponymie et dialectologie, 1951.
- Djan'nèsse, Liège, Société de langue et de littérature wallonnes, 1981 (commentaires et notes de Maurice Piron)

## Hommages
Une rue du hameau de Lincé où il vécut une bonne partie de sa vie ainsi qu'un monument, dans cette rue, représentant son buste, sont dédiés à sa mémoire.
La place Henri Simon, à Liège, dans le quartier du Laveu, lui rend également hommage.
Enfin, le centre culturel de Sprimont porte le nom de « Foyer Culturel Henri Simon ».